# Alyssa Boey
Alyssa Boey (* 10. August 1996) ist eine ehemalige malaysische Tennisspielerin.

## Karriere
Boey spielt hauptsächlich auf dem ITF Women’s Circuit, konnte allerdings noch keinen Turniersieg erzielen. Ihr Debüt auf der WTA Tour gab sie bei den BMW Malaysian Open 2014 mit einer Wildcard in der Qualifikation sowie im Hauptfeld des Doppelwettbewerbs. In der ersten Qualifikationsrunde im Einzel verlor sie gegen die Australierin Arina Rodionowa mit 1:6 und 1:6. Im Doppelwettbewerb scheiterte sie ebenfalls bereits in der ersten Runde mit ihrer Partnerin Yang Zi an der Paarung Eleni Daniilidou und Magda Linette mit 0:6 und 0:6.
Sie spielte 2013 und 2014 im Fed Cup für die Malaysische Fed-Cup-Mannschaft. Von neun Partien konnte sie vier gewinnen, davon ein Match im Einzel und drei im Doppel.
Ihr letztes internationale Turnier spielte Alyssa Boey im April 2014.